# Aston Martin Racing
A Aston Martin Racing é uma equipe britânica de automobilismo estabelecida em 2004 por meio de uma parceria entre a fabricante de automóveis Aston Martin e o grupo de engenharia Prodrive. A parceria foi inicialmente criada com a finalidade de retornar a Aston Martin nas corridas de carros esportivos com o DBR9, uma variante fortemente modificada do Aston Martin DB9. Desde a estreia do DBR9 em 2005, a Aston Martin Racing se expandiu para construir uma variedade de carros disponíveis para seus clientes, bem como o desenvolvimento do seu motor V12 para ser usado no Protótipo de Le Mans. O programa da Aston Martin Racing alcançou vários sucessos ao longo dos anos.
Apesar de todos os carros serem construídos pela Prodrive em sua fábrica, a Aston Martin desempenha um papel fundamental na concepção dos carros de corrida, bem como na integração de elementos dos carros de corrida nos carros da Aston Martin.
A Aston Martin já havia disputado algumas corridas na Fórmula 1 entre as temporadas de 1959 e 1960, mas não conseguiu marcar pontos em qualquer ano. Em 31 de janeiro de 2020, foi confirmado que a Aston Martin retornaria à Fórmula 1 como equipe em 2021, quando a equipe Racing Point foi rebatizada para Aston Martin.